# Jürgen Schrapp
Jürgen Schrapp (* 27. Juli 1974 in Illertissen) ist ein deutscher Behindertensportler.

## Werdegang
Jürgen Schrapp wurde am 27. Juli 1974 in Illertissen geboren. Er ist als  kaufmännischer Angestellter beruflich tätig. Wegen seiner Körperbehinderung kann er nur sitzend Sport betreiben. Deshalb wählte er den Sitzvolleyball als seine sportliche Disziplin. Er trat darum 1994 in den TSV Bayer 04 Leverkusen ein, weil dieser Verein führend in Deutschland im Sitzvolleyball war. Mit diesem Verein wurde er von 1994 bis 2018 17 Mal deutscher Meister im Sitzvolleyball.
Wegen seiner Leistungen im Verein wurde er in die deutsche Nationalmannschaft berufen, in der er in insgesamt 267 Länderspielen für Deutschland antrat.
Insgesamt nahm er mit der Nationalmannschaft fünf Mal an Paralympischen Sommerspielen teil, und zwar 1996, 2000, 2004, 2012 und 2016. Dabei erreichten er und die deutsche Mannschaft 2012 den 3. Platz und damit eine Bronzemedaille.
Auch bei den Weltmeisterschaften in seinem Sport nahm er erfolgreich teil. So wurde er 2002 mit der Mannschaft Vizeweltmeister.
Für den Gewinn der Bronzemedaille bei den Paralympics 2012 wurden er und die Mannschaft am 1. Dezember 2012 mit dem Silbernen Lorbeerblatt ausgezeichnet.